# Теорема Шмидта
Теорема Шмидта - теорема о свойствах расширения локально конечной группы.

## Формулировка
Расширение {\displaystyle G} локально конечной группы {\displaystyle A} посредством локально конечной группы {\displaystyle G/A} само локально конечно.

## Доказательство
Проверим, что каждое конечное множество {\displaystyle M} из {\displaystyle G} порождает конечную подгруппу. По условию факторгруппа {\displaystyle gr(M,A)/A} конечна. Увеличив, если нужно, множество {\displaystyle M}, будем считать, что оно замкнуто относительно обратных элементов и содержит представители всех смежных классов {\displaystyle gr(M,A)} по {\displaystyle A}. Тогда для любых {\displaystyle x,y\in M} {\displaystyle xy={\overline {xy}}a_{x,y}}, где {\displaystyle {\overline {xy}}\in M}, {\displaystyle a_{x,y}\in A}. Отсюда следует, что любое произведение элементов из {\displaystyle M} можно записать как произведение некоторого элемента из {\displaystyle M} на произведение нектороых {\displaystyle a_{x,y}}. Так как всевозможные {\displaystyle a_{x,y}} порждают конечную подгруппу, то всё доказано.      